# Schloss Bettlern

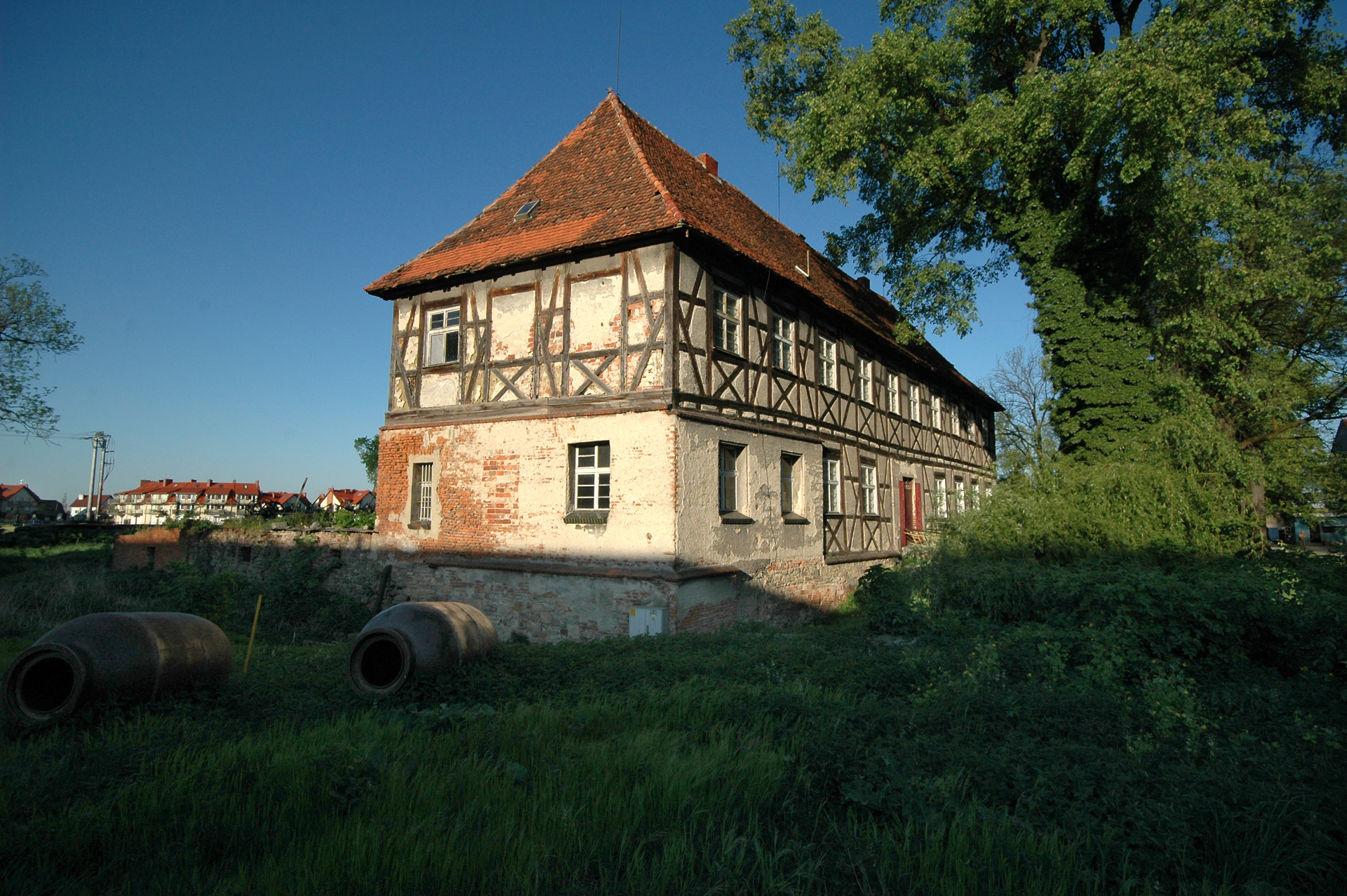
Schloss Bettlern (2010)

Schloss Bettlern (polnisch Dwór w Bielanach Wrocławskich) ist ein Fachwerkherrenhaus in Bielany Wrocławskie (Bettlern) im Powiat Wrocławski (Kreis Breslau) in der Woiwodschaft Niederschlesien in Polen.

## Geschichte
Spätestens im 16. Jahrhundert entstand ein dreiflügeliges Herrenhaus in Bettlern, das vermutlich mit Wall und Wassergraben gesichert war. Nach Zerstörungen im Dreißigjährigen Krieg wurde Ende des 17. Jahrhunderts auf den Ruinen der Kellergewölbe das heute erhaltene Herrenhaus erbaut. Der Bau ist ein Stockwerksbau mit in die Fensterbrüstungen gesetzten Andreaskreuzen. Ab 1876 war Eugen vom Rath Eigentümer, und das Gut war bis 1945 Eigentum des Zucker-Konsortiums „vom Rath, Schoeller und Skene“.
Nach Kriegsende 1945 gelangte das Schloss zusammen mit Schlesien an Polen. Obwohl es die Besetzung durch die Rote Armee unbeschadet überstand, wurde es ab den 1960er Jahren zunehmend vernachlässigt, war aber ständig bewohnt. Seit 1994 steht das Gebäude unter Denkmalschutz und wurde, ab 2005 in privatem Besitz, fachgerecht restauriert. Eine bauzeitliche Holzbalkendecke im Inneren war bereits 1907/08 restauriert worden.
Die umgebenden Wirtschaftsgebäude aus dem 19. Jahrhundert sind zur Nutzung als Wohngebäude und Nutzung durch Läden umgebaut worden. Südlich des Dominiums ist ein barocker Getreidespeicher mit hohem Mansarddach erhalten.